# Acinia jungsukae
Acinia jungsukae är en tvåvingeart som beskrevs av Kae Kyoung Kwon 1985. Acinia jungsukae ingår i släktet Acinia och familjen borrflugor. Inga underarter finns listade i Catalogue of Life.